# Jack Ulrich

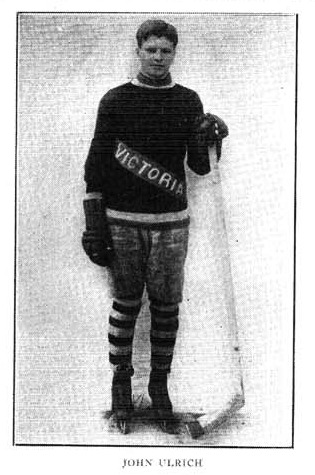
Ulrich med Victoria Aristocrats.

John Daniel "Jack, Silent" Ulrich, född 18 mars 1890 i Kursk, Kejsardömet Ryssland 
, död 23 oktober 1927 i Detroit, Michigan, var en kanadensisk professionell ishockeyspelare. Ulrich, som var döv och stum, spelade för Vancouver Millionaires, Victoria Senators och Victoria Aristocrats i Pacific Coast Hockey Association åren 1912–1914 samt för Montreal Wanderers och Toronto Blueshirts i National Hockey Association åren 1914–1916.
Säsongerna 1912–13 och 1913–14 var han med och vann mästerskapet i PCHA med Victoria Senators och Victoria Aristocrats.
Som professionell ishockeyspelare på 1910-talet gick Ulrich under smeknamnet "Silent" eller "Silent Jack", men även emellanåt det mer nedlåtande "Dummy" vilket han askydde.
Ulrich lade av med ishockeyspelandet 1916 på grund av skador. Samma år gifte han sig med Mabel McKenzie från Montreal som han träffade under sin tid med Montreal Wanderers.

## Statistik
| 1912               | Vancouver Millionaires | PCHA               | 3  | 4 | 0 | 4 | 6  | — | — | — | — | — |
| 1912–13            | Victoria Senators      | PCHA               | 5  | 2 | 1 | 3 | 0  | — | — | — | — | — |
|                    | Victoria Senators      | Stanley Cup        | –  | – | – | – | –  | 3 | 0 | 0 | 0 | 0 |
| 1913–14            | Victoria Aristocrats   | PCHA               | 9  | 2 | 0 | 2 | 0  | — | — | — | — | — |
|                    | Victoria Aristocrats   | Stanley Cup        | –  | – | – | – | –  | 3 | 0 | 0 | 0 | 0 |
| 1914–15            | Montreal Wanderers     | NHA                | 9  | 3 | 0 | 3 | 12 | 2 | 0 | 0 | 0 | 0 |
| 1915–16            | Montreal Wanderers     | NHA                | 14 | 1 | 0 | 1 | 6  | — | — | — | — | — |
|                    | Toronto Blueshirts     | NHA                | 3  | 1 | 1 | 2 | 9  | — | — | — | — | — |
| PCHA totalt        | PCHA totalt            | PCHA totalt        | 17 | 8 | 1 | 9 | 6  | — | — | — | — | — |
| NHA totalt         | NHA totalt             | NHA totalt         | 26 | 5 | 1 | 6 | 27 | 2 | 0 | 0 | 0 | 0 |
| Stanley Cup totalt | Stanley Cup totalt     | Stanley Cup totalt | –  | – | – | – | –  | 6 | 0 | 0 | 0 | 0 |

## Meriter
- PCHA-mästare – 1912–13 och 1913–14